# Roxy Rocket
Roxy Rocket es un personaje ficticio de DC Comics y enemiga de Batman. Roxy fue originalmente creada en 1994 para The Batman Adventures Annual #1, una serie de cómics basada en Batman: La serie animada. Ella fue incorporada a la serie en el episodio "The Ultimate Thrill" ("La Mayor Emoción"), que se estrenó el 14 de septiembre de 1998 en EE. UU.. Poco después, apareció en "Knight Time" ("Tiempo de Caballeros"), un episodio de Superman: La serie animada. Luego, apareció frecuentemente en cómics basados en la serie animada de Batman. En el 2006, fue introducida en el Universo DC principal.

## Historia
Roxanne "Roxy Rocket" Sutton era una doble de riesgo. Ella perdió su trabajo después de hacer escenas demasiado peligrosas por lo que ninguna empresa quería contratarla por el problema del seguro de vida. Ya retirada pero con ansias por emoción, Sutton empieza a robar joyas para El Pingüino. A diferencia de otros villanos, los robos de Roxy eran casi benignos: ella era la única que se ponía en riesgo. Batman también se arriesgó al intentar atrapar a Roxy en una persecución aérea, lo que le hizo pensar a Roxy que él era un espíritu en busca de adrenalina y que entendía el placer de tomar riesgos. Al final, Roxy se da cuenta de que Batman solo arriesgó su vida para arrestarla.
Su próxima aparición fue en "Knight Time", un episodio de Superman: La serie animada. En ese episodio Roxy hace un cameo al buscar suerte en Metrópolis. A diferencia de Batman (que no puede volar excepto con ciertos aparatos), Superman atrapa a Roxy sin ningún problema del característico cohete que usa siempre para escapar. En el episodio (al no estar Batman en Ciudad Gótica) se ve un equipo entre Robin y Superman. En sus dos apariciones en televisión, Charity James es la voz de Roxy Rocket.
Roxy Rocket hace un cameo en las páginas de Detective Comics #822, escrita por Paul Dini. Ella trata de sacar a Batman de su cohete después de que roba unos archivos de S.T.A.R. Labs. Esto no funciona ya que Batman y Roxy Rocket terminan estrellándose contra lo alto del Puente Sparng (en alusión, a Dick Sprang). Batman logra sacar a Roxy y a él luego de una hora y media. Esta fue la primera aparición de Roxy Rocket en el Universo DC.

## Poderes y habilidades
Roxy no tiene poderes, pero tiene un arsenal de habilidades que le dieron un desafío a Batman. Ella ha demostrado una habilidad excepcional en acrobacias debido a su antiguo empleo como doble de riesgo. Ella tiene una habilidad para volar su cohete de marca, y tiene suficiente conocimiento en mecánica para poder repararlo.
También es muy hábil en el combate mano a mano, ya que fue capaz de derrotar fácilmente a Jay, Lark y Raven, las secuaces del Pingüino, que han sido entrenadas tan bien que estaban luchando a la par y, a veces, obtenían la ventaja sobre Batwoman.

## Apariciones en otros medios

### Televisión
- Roxy Rocket aparece en Superman: la serie animada con la voz de Charity James.
- Roxy Rocket aparece en Las nuevas aventuras de Batman con la voz de Charity James.
- Roxy Rocket aparece en el episodio "The Fatal Fare" de Justice League Action, con la voz de Gillian Jacobs. Esta versión se describe como una antigua temeraria que inició su servicio de transporte espacial donde lo promociona en un comercial al recoger a G'nort y Lobo. El negocio de Roxy Rocket era competir con la compañía de taxis para la que trabaja Space Cabbie. Al final del episodio, el robot de Space Cabbie, Jack, no puede conseguir que el taxi de Space Cabbie funcione, lo que hace que llame a Roxy Rocket para que los lleve. Antes de despegar, le dice a Space Cabbie que tendrán que detenerse en un planeta lago ácido para gran consternación de Space Cabbie, ya que ahí es donde Superman envió a Darkseid.

### Videojuegos
- En el videojuego Batman: Chaos in Gotham, Roxy Rocket es un subjefe en el nivel 4.